# طوم يونغز (لاعب كرة قدم)
طوم يونغز (بالإنجليزية: Tom Youngs)‏ هو لاعب كرة قدم بريطاني، ولد في 31 أغسطس 1979 في بوري سانت ادموندز في المملكة المتحدة. لعب مع كامبريدج يونايتد ونادي بوري ونادي كامبريدج ستي ونادي ليتون أورينت ونادي نورثامبتون تاون.